# Bruno Guiblet
Bruno Guiblet est un romancier français. Il est né le 25 novembre 1951 à Boulogne-Billancourt, a passé sa jeunesse à Versailles, et vit dorénavant à Paris. Trois villes que l'on retrouve dans ses livres, notamment Paris et Versailles. Ses trois romans reprennent les mêmes personnages, se recoupent et s'éclairent les uns les autres.

## Filmographie - Scénariste
- La Crim' (1999), Meurtre au lavage, série TV
- La Vie moderne (2000) de Laurence Ferreira Barbosa